# Brodek (Kamenice)
Brodek je osada v okrese Jihlava v kraji Vysočina. Jde o místní část městysu Kamenice. Brodek se nachází asi 22,4 km jihovýchodně od centra Jihlavy a asi 19,9 km od okraje jejího zastavěného území. 
Osada je součástí katastrálního území Kamenice u Jihlavy. Prochází jí silnice III/3494, která spojuje Kamenici s Pavlínovem.

## Geografie
Jihozápadně od Brodku pramení potok Žďárka, který je pravostranným přítokem řeky Balinky. V osadě se nachází malý nepojmenovaný rybník. Asi jeden kilometr na jihovýchod se nachází Panský kopec (668 m). V okolí Brodku se nachází větší množství osad a samot, mezi které patří Březiny, Krška, Pouště a U Čížků.
Od okraje Kamenice se osada Brodek nachází 3 km jihovýchodně, od jejího centra 3,8 km. Od Pavlínova se nachází asi 3,4 km severozápadně. Další blízkou obcí je Chlumek, který se nachází asi 3 km severovýchodně, s ním je ovšem Brodek spojen pouze nezpevněnými polními cestami.
V osadě je registrováno pět čísel popisných. Brodek je roztroušen na tři malé části. Nejzápadnější část tvoří dvě propojené budovy na pravé straně silnice, prostřední část je tvořena menší skupinou budov mezi hlavní silnicí a rybníkem. Hlavní, největší část osady je ze všech nejvýchodněji a nejseverněji položená.